# Sega NAOMI
O Sega NAOMI (sigla para New Arcade Operation Machine Idea, em português Nova ideia em operação de máquina arcade) é uma placa de arcade baseada na tecnologia utilizada no Sega Dreamcast. A primeira demonstração da placa aconteceu na feira da JAMMA (associação japonesa de fabricantes de máquinas de diversão) de 1998, apresentada como sucessora da cara Sega Model 3, possuía como trunfos o baixo custo de implantação, devido ao compartilhamento de peças com o console.
NAOMI e Dreamcast compartilham a mesma arquitetura de sistema, ambos utilizam o mesmo processador Hitachi SH-4, o processador gráfico PowerVR série 2 (PVR2DC) e o sistema de áudio Yamaha AICA. O sistema básico NAOMI possui o dobro de memória RAM e de vídeo e quatro vezes mais memória de áudio, além de poder ser utilizada em configurações com várias placas em paralelo para obter melhor desempenho em gráficos ou para jogos com múltiplos monitores.
Outra diferença é que o NAOMI utilizava principalmente jogos em placas ROM, mais tarde a Sega passou a oferecer a opção de um leitor GD-ROM equipado com uma grande quantidade de memória RAM, responsável por armazenar temporariamente o jogo, reduzindo o desgaste do leitor ótico e eliminando os tempos de leitura ao mesmo tempo em que reduz os custos com a fabricação de cópias dos jogos.
Devido a todos esses fatores - baixo custo inicial, baixo custo dos jogos, grande disponibilidade e compatibilidade - somado à facilidade de se programar os jogos, a plataforma NAOMI é até hoje uma das mais bem-sucedidas do mercado, só perdendo para o NeoGeo MVS. Entre as outras empresas que lançaram jogos para NAOMI estão Capcom, Namco, Jaleco, Tecmo, Psikyo e Sammy.

## Lista de jogos para NAOMI

### Em placa ROM
- Airline Pilots
- Capcom vs. SNK
- Crazy Taxi
- Dead or Alive 2
- Ferrari F355 Challenge
- Ferrari F355 Challenge 2: International Course Edition
- Fish Live
- Guilty Gear X
- The House of the Dead 2
- Jambo! Safari
- Marvel vs. Capcom 2
- Out Trigger
- Power Stone
- Samba de Amigo
- Sega Marine Fishing
- Sega Strike Fighter
- Sega Tetris
- Slash Out
- Tokyo Bus Tour
- Toy Fighter / Waffupu
- Typing of the Dead, The
- Virtua NBA
- Virtua Striker 2 Ver.2000
- Virtua Tennis / Power Smash
- Virtua Tennis 2 / Power Smash 2
- Virtual On: Oratorio Tangram
- Wave Runners GP
- World Series 99
- WWF Royal Rumble
- Zero Gunner 2
- Zombie Revenge

### GD-ROM
- Alien Front
- Border Down
- Capcom vs. SNK 2
- Chaos Field
- Confidential Mission
- Crackin' DJ Part 2
- Dragon Treasure
- Guilty Gear XX: The Midnight Carnival
- Guilty Gear XX #Reload
- Guilty Gear XX Slash
- Ikaruga
- Lupin Sansei: The Shooting
- Lupin Sansei: The Typing
- Melty Blood: Act Cadenza
- Monkey Ball
- Radilgy
- Senko no Ronde
- Spikers Battle
- Sports Jam
- Under Defeat
- Virtua Golf / Dynamic Golf
- Virtua Tennis / Power Smash
- Virtua Tennis 2 / Power Smash 2

### Satellite Terminal
- Derby Owners Club
- Derby Owners Club 2000
- Derby Owners Club 2
- Derby Owners Club World Edition
- MJ
- The Quiz Show